# 1826 w sztukach plastycznych

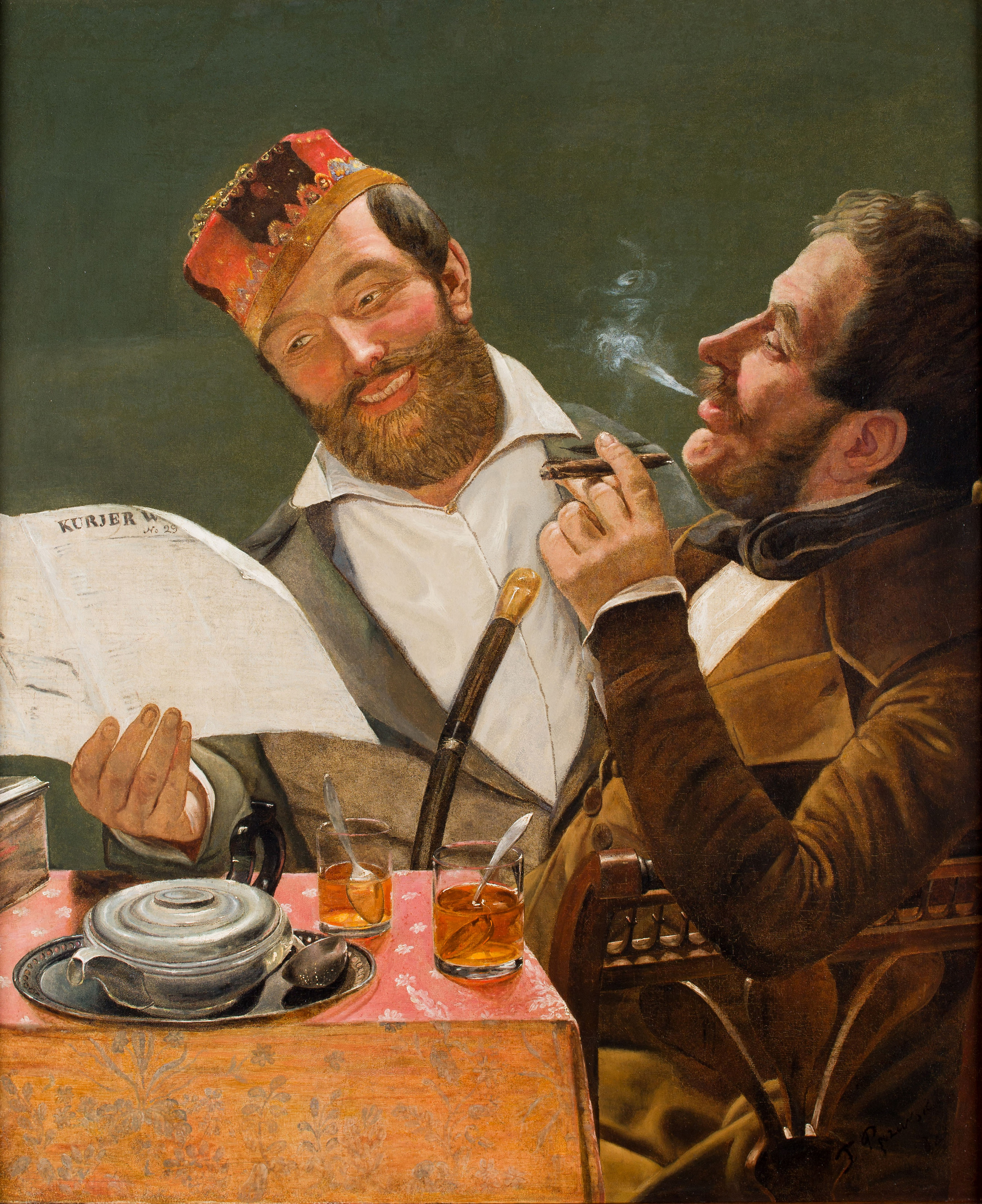
Feliks Pęczarski, Amatorowie herbaty i kuriera, własność Muzeum Ziemi Kujawskiej i Dobrzyńskiej we Włocławku

Wydarzenia w sztukach plastycznych i wizualnych w 1826 roku.

## Dzieła
- Feliks Pęczarski, Amatorowie herbaty i kuriera (prawdopodobnie)[1][2].

## Urodzeni
Wiktor Brodzki (zm. 1904), polski rzeźbiarz